# Триенс

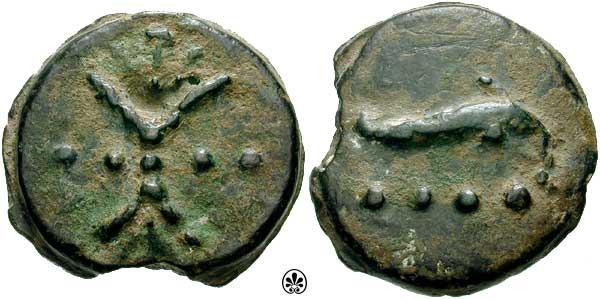
Римский бронзовый триенс (ок. 241—235 гг. до н. э.)

Триенс (лат. triens) — первоначально древнеримская бронзовая монета, равная 1⁄3 асса или 4 унциям (отсюда название и символ римского триенса — четыре точки; ••••). Затем это древнеримская и византийская золотая монета, равная соответственно 1⁄3 ауреуса или солида (в Древнем Риме её второе название — тремисс, в Византии она обычно называлась тремиссисом), а также название средневековых золотых варварских подражаний античным монетам.

## Триенсы вДревнем Риме
Триенс республиканской эпохи отличался изображением Минервы на аверсе и носа корабля на реверсе.
Золотые триенсы в 1/3 ауреуса чеканились в Риме со времён Гордиана III (238—244) до Карина (282—285). При Константине Великом (306—337) чеканились триенсы в 1/3 солида весом ок. 1,52 г. Золотые триенсы чеканились также при Валентиниане I (364—375) и Феодосии Великом (379—395).

## Триенс враннесредневековой Европе
Триенс был почти единственной золотой монетой у древних германцев. На реверсе обычно изображалась Виктория, позже — крест в обрамлении венка. Германцы эпохи Великого переселения народов неоднократно чеканили подражания триенса. Вандалы и остготы придерживались римского прототипа; на монетах франков, бургундов, вестготов и лангобардов погрудный портрет императора на аверсе и изображение Виктории на реверсе передавались в искажённом виде, а круговая легенда превратилась в ряд штрихов. Королевские триенсы (например, чеканившиеся франкскими королями) встречаются довольно редко; хотя их чеканку и осуществляли ок. 800 монетных дворов, однако все они принадлежали не государству.

### Триенсы вВестготском королевстве
Внешнее оформление триенсов (как и солидов) в германских королевствах становилось все более примитивным. Попытку реформирования монетного дела вестготов осуществил король Леовигильд (572—586), который покорил большую часть Пиренейского полуострова. Он первым из вестготских королей поместил своё полное имя на аверсе золотых монет. Испытало изменения внешнее оформление. При этом же короле место Виктории на монетах занял голгофский (ступенчатый) крест. Кроме того, Леовигильд ввел новый монетный тип с одинаковыми погрудными изображениями правителя (анфас) на обеих сторонах. Леовигильд, если не считать сепаратиста Герменгильда (579—585), был последним вестготским королём, при котором чеканились триенсы с Викторией на реверсе. При Леовигильде изображения на триенсах превратились в примитивные схематичные рисунки, выдержанные в своеобразном графическом стиле.
Преемники Леовигильда сохранили приверженность к графическому стилю вплоть до самого падения королевства. На лицевых сторонах триенсов Реккареда I (586—601) и большинства последующих королей помещались бюст правителя анфас и круговая легенда, а на реверсах разнообразные кресты, монограммы мест чеканки, но чаще всего такой же, как на аверсе, бюст короля анфас. В годы совместного царствования Эгики и Витицы (696—701) были выпущены триенсы с двумя обращенными друг к другу головами и монограммами денежных дворов на обороте.

### Триенсы воФранкском государстве
Золотые триенсы являлись основной монетой во Франкском государстве. Несмотря на то, что главной денежной единицей франков до середины VII века был золотой солид, до наших дней и в значительном количестве дошли именно триенсы, что характеризует их как номиналы, наиболее приспособленные для исполнения денежных функций в указанную эпоху.
Примерно до 584 года почти на всей территории Франкского государства чеканился солид стоимостью в 24 силиквы, весивший 4,55 г. Соответственно, триенс приравнивался к 8 силиквам и весил 1,52 г. В 584 г. на юго-востоке королевства произошло снижение цены солида и триенса до 21 и 7 силикв. Теперь они весили 3,88 и 1,3 г.
Впервые имя короля на франкских солидах и триенсах появилось при Теодеберте I (534—548). Иногда на реверсе вмещались буквы и монограммы монетных дворов и обозначения стоимости в византийских силиквах.
При франкском короле Хлотаре II (613—629) стоимость солида была официально понижена до 20 силикв, а вес — до 3,18 г. Этот облегченный солид, известный под названием solidus gallicus, чеканился до середины VII в. В дальнейшем чеканился лишь один золотой номинал — сумевший сохранить свой вес триенс.

### Триенсы вЛангобардском королевстве
Основной продукцией лангобардских монетных дворов, располагавщихся в Виченце, Кастель Сеприо, Лукке, Милане, Павии, Пизе, Пьяченце, Тревизо и т. д., были главным образом золотые триенсы. Последними собственно лангобардскими монетами были низкопробные триенсы с именем Карла Великого, которые чеканились с 774 по 781 гг.
Изображение лангобардского короля и его имя впервые появились на триенсах Ариперта I (654—661), то есть примерно через 90 лет после образования Лангобардского королевства (566 г.). На их лицевых сторонах, кроме портрета правителя вправо, помещалась буква М (Mediolanum — Милан), на оборотных — фигура Виктории.

## Триенсы в последующие эпохи
Золотые триенсы имели широкое хождение в Европе спустя несколько столетий после распада Западной Римской империи и варварских королевств. Их названия встречаются ещё в XII — XIII веках в записях фризских законов под названием «denarii».
В Византийской империи триенс выступал в основном под названием тремисс (tremissis).
В ознаменование монетной реформы Леовигильда в 2011 году монетный двор Испании выпустил золотую монету номиналом 20 евро, посвященную золотому триенсу, чеканившемуся в испанском Королевстве вестготов при Леовигильде.